# Csön, csön gyűrű
A Csön, csön gyűrű egy énekes gyermekjáték.
A gyerekek körben leülnek, kezüket összeteszik, mint az imádságnál. Az osztó körbejár, és úgy tesz, mintha mindegyiküknek adna egy gyűrűt, de csak egyiküknek ad. Ezután a hunyó körbejár, és a dal utolsó szavára rámutat valakire, akinél szerinte a gyűrű van. Ha eltalálta, ő lesz az  osztó, a hunyó pedig az, akinél a gyűrű volt.
Kodály Zoltán a játékot Gyűrűsdinek nevezi iskolai énekgyűjteményében.
Dobszay László ugyanehhez a szöveghez egy másik, trichord dallamot közöl.

## Kotta és dallam
Csön, csön gyűrű, arany gyűrű,

nálad, nálad ezüst gyűrű,

itt csörög, itt pörög, itt add ki!

## Felvételek
- Csön-csön gyűrű. Ovitévé  YouTube (2012. szeptember 19.)  (Hozzáférés: 2016. augusztus 26.) (audió)
- Zongoraiskola 1 / 9. gyakorlat (Csön-csön gyűrű...). Juhász Balázs  YouTube (2014. augusztus 1.)  (Hozzáférés: 2016. augusztus 26.) (videó)
- Csön, csön, gyűrű (instrumentális). Ovitévé  YouTube (2012. október 1.)  (Hozzáférés: 2016. augusztus 26.) (audió)